# Manny Ramírez
Manuel Arístides "Manny" Ramírez Onelcida (Santo Domingo, 30 de mayo de 1972) es un jardinero y bateador designado dominicano que jugó para varios equipos en las Grandes Ligas (MLB) entre ellos Cleveland Indians, Boston Red Sox, Los Angeles Dodgers, Chicago White Sox, Tampa Bay Rays, Oakland Athletics. Actualmente es agente libre.
Es conocido por su gran poder y habilidad de bateo, nueve veces ganador del Silver Slugger Award y uno de los 25 beisbolistas en conectar 500 o más cuadrangulares en su carrera. Los 21 grand slams de Ramírez lo posicionan como el tercero de todos los tiempos, y sus 28 jonrones de postemporada son los mayores que cualquier otro jugador haya bateado en la historia de las Grandes Ligas. Ha sido un jugador fijo en el Juego de Estrellas con 12 apariciones, incluyendo once consecutivas desde 1998.
Ramírez presuntamente habría estado entre un grupo de 104 jugadores de Grandes Ligas que dieron positivo por drogas para mejorar el rendimiento durante el año 2003. En 2009 fue suspendido 50 juegos por violar la política de drogas del béisbol por tomar gonadotropina coriónica humana (hCG), una droga para la fertilidad de la mujer. De acuerdo con el distribuidor de esteroides Victor Conte, la hCG se utiliza a menudo para reanudar la producción natural de testosterona después de un ciclo de esteroides.
En 2011, Ramírez fue informado de otra violación de la política de drogas, y se retiró del béisbol el 8 de abril de 2011, en lugar de continuar con el proceso que implicaba un diagnóstico positivo, el cual habría incluido una suspensión de 100 juegos. Sin embargo, solicitó volver a la MLB y fue reinstalado el 10 de diciembre con la condición de cumplir una suspensión de 50 partidos si lograba firmar. Ramírez posteriormente aceptó un contrato de ligas menores con los Atléticos de Oakland, y pidió su liberación sin llegar a las Grandes Ligas.

## Carrera

### High school
Ramírez asistió a la George Washington High School en Washington Heights, Nueva York donde creció, dejándola a la edad de 19 años sin graduarse. Fue seleccionado All-City tres veces en béisbol, y como estudiante de secundaria fue nombrada New York City Public School Player of the Year en 1991, después de batear.650 con 14 jonrones en 22 juegos. Fue exaltado al New York City Public School Athletic Hall of Fame en 1999.

### Ligas menores
Los Indios de Cleveland seleccionaron a Ramírez con el pick 13 del draft de 1991 y lo asignaron al equipo de novatos Burlington Royals para su debut profesional. Fue nombrado el MVP de la Appalachian League y fue seleccionado por la revista Baseball America como Jugador del Año, mientras conectaba 19 jonrones y remolcaba 63 carreras en 59 partidos, mientras lideraba la liga en slugging y bases totales.
Con el equipo High-A los Kinston Indians en 1992, Ramírez batallando contra las lesiones, pero aun así bateó.278 con 13 jonrones y 63 carreras impulsadas en 81 partidos y fue nombrado el prospecto N.º 3 y el "Most Exciting Player in the Carolina League" (Jugador más emocionantes en la Liga de Carolina) por la revista Baseball America.
En 1993, Ramírez fue nombrado "Jugador del Año de las Ligas Menores" por la revista Baseball America, mientras bateaba para.333 con 31 jonrones y 115 carreras impulsadas en 129 juegos con el equipo Doble-A los Canton-Akron Indians y con el Triple-A los Charlotte Knights.

### Cleveland Indians (1993-2000)
Ramírez hizo su debut en Grandes Ligas el 2 de septiembre de 1993 contra los Mellizos de Minnesota, yéndose sin hits en cuatro turnos al bate como bateador designado. Al día siguiente, contra los Yanquis de Nueva York se fue de 4-3 con dos jonrones y un doble. Su primera carrera fue un jonrón contra Mélido Pérez.
En su primera temporada completa en las Grandes Ligas, Ramírez terminó segundo en la votación para Novato del Año después de batear.269 con 17 jonrones y 60 carreras impulsadas en 91 juegos. Fue seleccionado para su primer Juego de Estrellas en 1995 y ganó su primer Bate de Plata después de terminada la temporada. En diciembre de 1995, Ramírez aceptó un contrato de $10.15 millones de dólares por cuatro años.
De 1993 al 2000, había conectado 236 jonrones e impulsado 804 carreras en 967 partidos para los Indios de Cleveland, incluyendo un récord personal de 45 jonrones en 1998 y otro récord personal de 165 carreras impulsadas en 1999, cuando bateó.333 con 44 jonrones y logró un récord personal de 131 carreras anotadas. El 30 de septiembre de 1999, Ramírez estableció un récord en carreras impulsadas dentro del equipo de los Indios con 164, superando el récord de Hal Trosky, quien habría impulsado 162 en 1939. Terminó la temporada con 165 carreras impulsadas en 1999 siendo el total más alto de cualquier otro jugador desde Jimmie Foxx en 1938. Durante su tiempo en Cleveland, jugó en dos Series Mundiales: 1995 y 1997.

### Boston Red Sox (2001-2009)

#### 2001-03

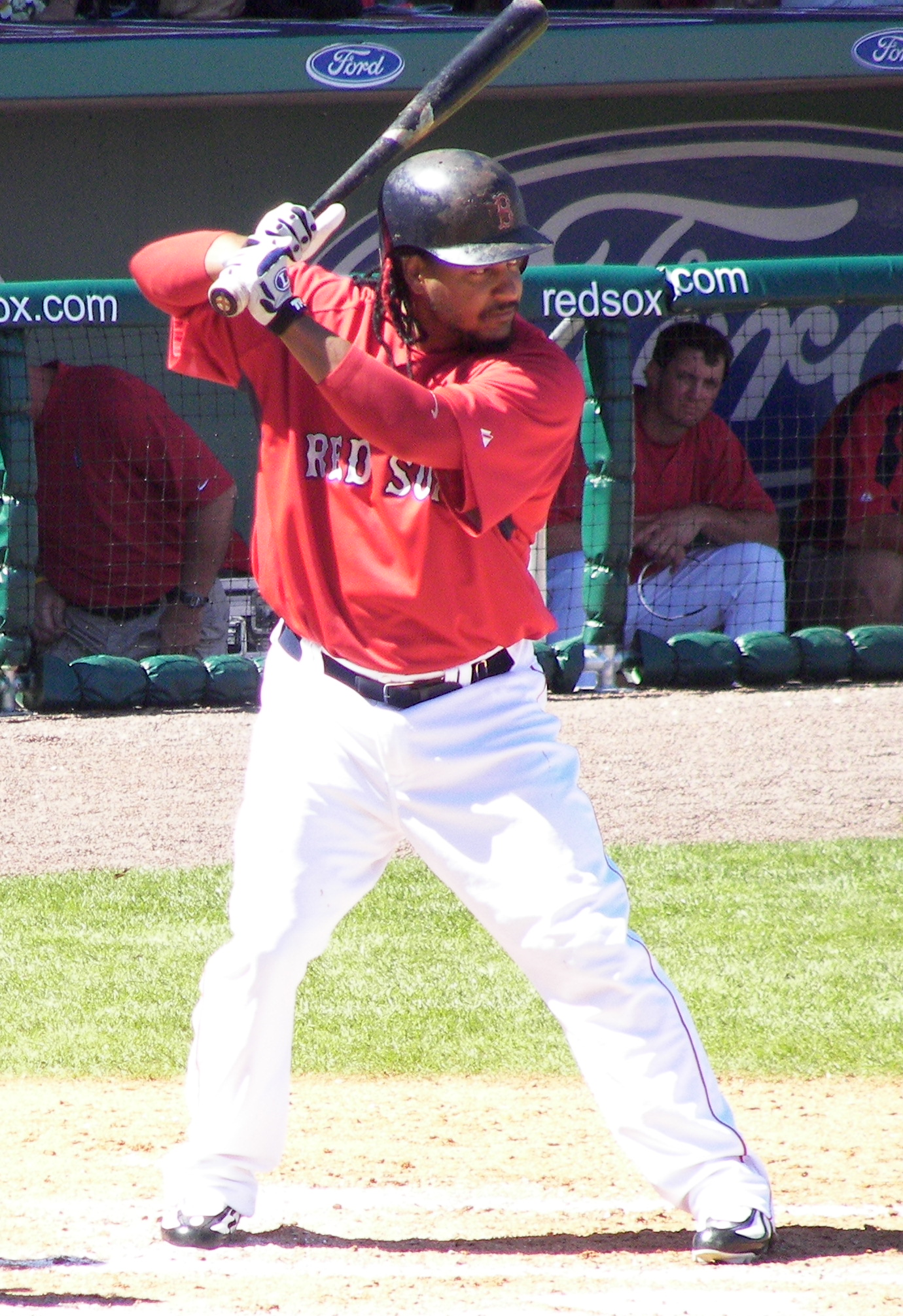
Ramírez bateando durante un partido de spring training contra los Dodgers de Los Ángeles.

En diciembre de 2000, Ramírez firmó un contrato de ocho años y $160 millones con los Medias Rojas de Boston, con opciones de $20 millones para 2009 y 2010, llevando el valor total del contrato a 200 millones de dólares durante 10 años. Ramírez se entregó inmediatamente a los Medias Rojas, bateando.408 en abril. Sus estadísticas al final de la temporada fueron un promedio de bateo de.306 con 41 jonrones y 125 carreras remolcadas. El 23 de junio, Ramírez conectó dos jonrones monstruosos contra de los Azulejos de Toronto en el Fenway Park, golpeando con el segundo la parte superior de la torre de luz en el jardín izquierdo. El alcance del jonrón fue oficialmente 501 pies, justo un pie menos que el de Ted Williams, de 502 pies.
Manny sólo jugó en 120 juegos en 2002, debido a una lesión en el tendón de la corva que lo puso en la lista de lesionados por más de un mes a partir de mediados de mayo hasta finales de junio. A pesar de ello, Ramírez ganó el título de bateo de la Liga Americana, bateando.349 y su porcentaje de slugging de.647 fue el segundo en la liga detrás de Jim Thome quien tuvo.677. Ramírez conectó su jonrón número 300 el 26 de agosto en contra de Ramón Ortiz. Fue el primero de dos jonrones de la noche para Ramírez, que se fue de 5-5.
En el verano de 2003, Ramírez se perdió varios juegos debido a una faringitis. Cuando se hizo público que fue descubierto en un bar (en el mismo hotel donde vivía Ramírez) con un amigo cercano, el infielder de los Yanquis Enrique Wilson, cuando supuestamente estaba demasiado enfermo para jugar en la serie contra los Yankees, el mánager de Boston, Grady Little, lo envió a la banca por un juego. A pesar de su buen desempeño en la postemporada de 2003, los Medias Rojas perdieron ante los Yankees en un enfrentamiento de siente juegos en la Serie de Campeonato de la Liga Americana. Los nuevos propietarios y gerentes de los Medias Rojas, trataron de librarse de su cuantioso contrato, poniendo a Ramírez en waivers de manera irrevocable, poniéndolo en disposición de cualquier equipo que esté dispuesto a asumir el resto de su contrato. Sin embargo, los otros 29 equipos pasaron por alto la oportunidad de reclamar a Ramírez.
Según el New York Times, en 2003, Ramírez dio positivo por drogas que mejoran el rendimiento, en el que varios jugadores de MLB fueron testeados para ver que medicamentos estaban utilizando, pero no enfrentó ninguna sanción.

#### 2004

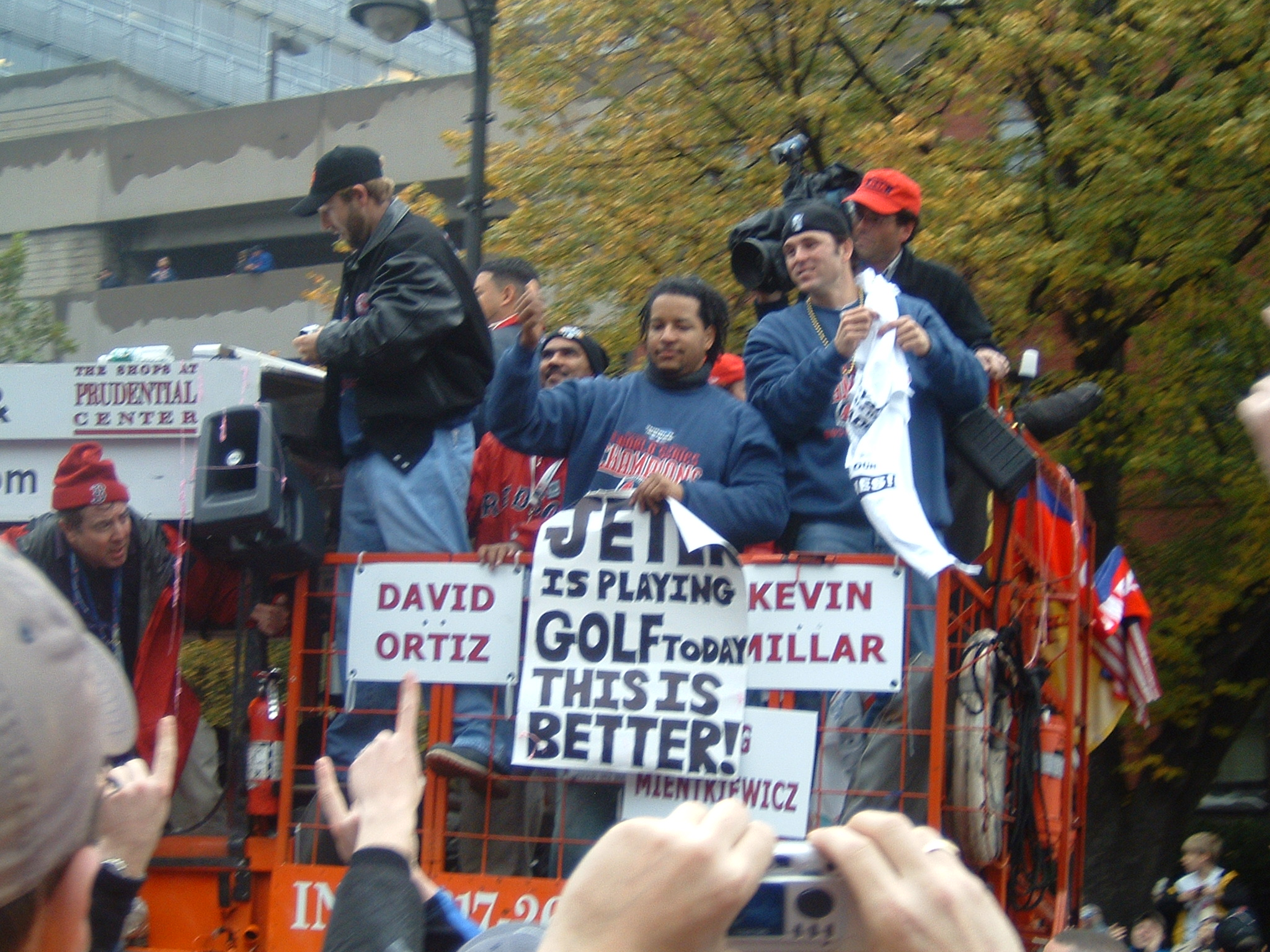
Ramírez durante la celebración de la victoria de los Medias Rojas en la Serie Mundial.

En 2004, Ramírez encabezó la Liga Americana en jonrones con 43, porcentaje de slugging con.613 y en OPS (On-base plus slugging) con 1.009, terminó segundo en errores cometidos como jardinero izquierdo con 7, tercero en carreras remolcadas con 130, cuarto en dobles con 44 y bases totales con 348, sexto en porcentaje de embase con.397, octavo en bases por bolas con 82, décimo en carreras anotadas con 108, y tuvo promedio de bateo de.308. También lideró la Liga Americana en salario con $22.5 millones.
Además, Ramírez y David Ortiz se convirtieron en los primeros compañeros de equipo de la Liga Americana en conectar 40 jonrones, tener 100 carreras impulsadas, y batear.300 desde Babe Ruth y Lou Gehrig de los Yankees en 1931. Juntos batearon jonrones back-to-back en seis ocasiones, empatando la marca de Grandes Ligas en una temporada impuesta por Hank Greenberg y Rudy York de los Tigres de Detroit y más tarde igualada por Frank Thomas y Magglio Ordóñez de los Medias Blancas de Chicago.
En el Juego de Estrellas de 2004, Ramírez conectó un cuadrangular de dos carreras a Roger Clemens en la parte superior de la primera entrada, dando a sus compañeros de equipo una ventaja de 3-0. Ramírez, Derek Jeter (con un sencillo), Ichiro Suzuki (con un doble) e Iván Rodríguez (con un triple) se convirtieron en el primer cuarteto del Juego de Estrellas en batear para el ciclo en la misma entrada. Su temporada culminó al ser nombrado el Jugador Más Valioso de la Serie Mundial mientras que los Medias Rojas ganaron su primer título desde 1918.

#### 2005-06

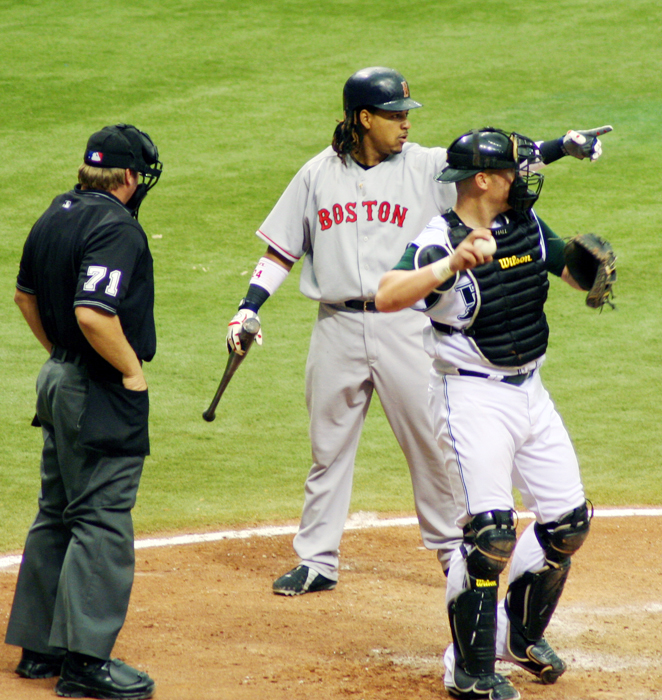
Ramírez le pregunta al umpire de primera base si pasó el bate.

El 15 de mayo de 2005, Ramírez bateó su jonrón número 400 contra Gil Meche de los Marineros de Seattle. Ramírez es uno de los únicos 45 jugadores de MLB en el club de los 400 jonrones. El 5 de julio, Ramírez conectó el vigésimo grand slam de su carrera - y su tercero de la temporada - contra Chris Young de los Rangers de Texas. Fuera del campo de juego, esta temporada fue una de las tantas conflictivas para Ramírez. La temporada estuvo llena de rumores persistentes del cambio de equipo de Ramírez (por lo general involucraban a los New York Mets). Después de que los Medias Rojas fueron eliminados en la primera ronda de los playoffs de ese año por el eventual campeón de la Serie Mundial los Medias Blancas de Chicago, Ramírez expresó una vez más el deseo de ser objeto de cambio. Esto incluyó una amenaza de no presentarse en los spring training, si su última demanda no era recibida por el gerente general de los Medias Rojas, Theo Epstein. Con este fin, en diciembre de 2005, Ramírez puso su condominio en Ritz-Carlton a la venta.
Circularon rumores de que Ramírez posiblemente iría a los Orioles de Baltimore o a los Mets, pero no se llegó a acuerdo. El 5 de enero de 2006, Ramírez cambió de idea, indicando a ESPN Deportes que estaba retirando la demanda. Sus agentes, a su vez, insistieron en que su cliente aún estaba abierta a ofertas.
El 10 de junio, Ramírez se convirtió en el jugador 31 en la historia en batear 450 jonrones, con un solo lanzamiento de Francisco Cordero, de los Rangers de Texas. Tres semanas después, el 1 de julio, bateó su hit número 2000. El resto de la temporada fue sube y baja para Ramírez: a partir de mediados de julio, tuvo una racha de 28 juegos bateando de hits, incluyendo 12 juegos multi-hit, 8 jonrones, y 28 carreras impulsadas, pero luego se perdió 28 partidos a partir de mediados de agosto por un dolor en la rodilla derecha.

#### 2007-08

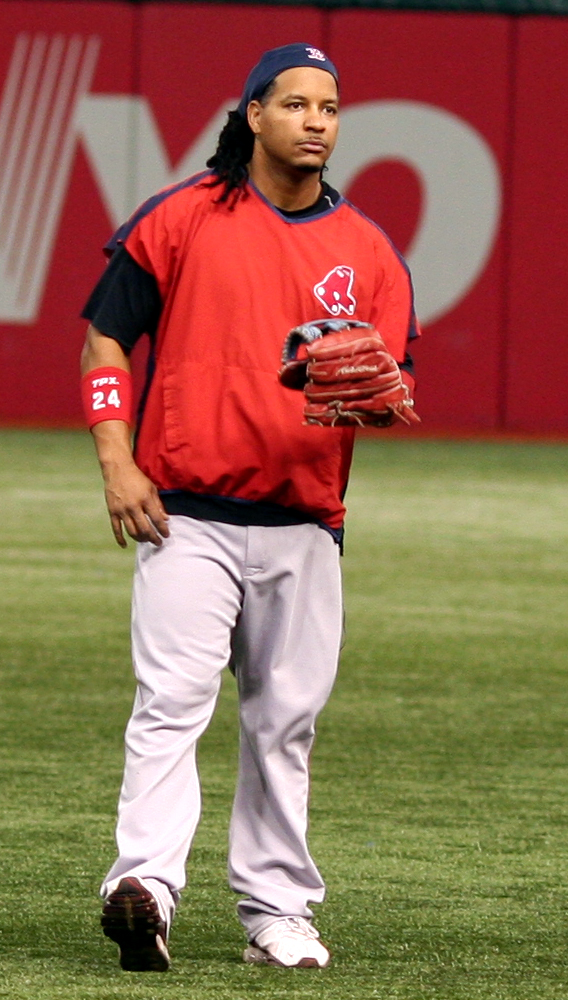
Manny Ramírez calentando antes del partido en 2007.

El 22 de abril de 2007, Ramírez fue el primero de cuatro bateadores de los Medias Rojas en conectar cuadrangular en turnos al bate consecutivos en un juego contra los Yankees de Nueva York, empatando un récord de la liga. Todos los jonrones fueron contra Chase Wright. El 29 de abril, Ramírez se convirtió en el quinto jugador en conectar 50 cuadrangulares contra los Yankees.
Ramírez tuvo un año muy por debajo de la media, terminando con un promedio de bateo de.296, 20 jonrones y 88 carreras impulsadas. Su temporada se vio truncada cuando se lesionó el oblicuo izquierdo a finales de agosto durante una serie contra los Yankees, pero regresó a la alineación para finales de la temporada. En 2007, tuvo el mayor porcentaje de fildeo (.990) entre los jardineros izquierdos de la Liga Americana, empatado en segundo lugar en las Grandes Ligas; fue clasificado sexto en el factor de rango (range factor) de todos los jardineros izquierdos de la Liga Americana, 1.72, en el puesto 16 en ambas ligas, pero tuvo el rating más bajo en la zona de los jardineros izquierdos en la Grandes Ligas con 100 juegos o más (.713). Cometió dos errores durante la temporada 2007 en el jardín izquierdo, y empató en el quinto en las mayores en asistencias desde el jardín izquierdo.
En la postemporada, Ramírez bateó un jonrón en solitario de tres carreras en el Juego 2 de la Serie Divisional de la Liga Americana contra Los Angeles Angels of Anaheim. En la cuarta entrada del juego final de la serie, Ramírez junto con su compañero David Ortiz batearon back-to-back un jonrón cada uno contra el lanzador Jered Weaver. El jonrón lo empató con Bernie Williams en el primer lugar de todos los tiempos en conectar jonrones en postemporada. El 13 de octubre, Ramírez conectó su jonrón 23 de postemporada, superando a Bernie Williams como el mejor de todos los tiempos.
Manny ayudó a los Medias Rojas a llegar y ganar la Serie Mundial de 2007, donde barrieron a los Rockies de Colorado. En la postemporada de 2007, Ramírez bateó para.348 con 4 jonrones y carreras impulsadas 16.
El 31 de mayo de 2008, Ramírez bateó su jonrón número 500 contra el lanzador de los Orioles de Baltimore Chad Bradford en el Camden Yards en el séptimo inning en el primer lanzamiento, convirtiéndose en el jugador número 24 en la historia de Grandes Ligas en hacerlo. Se unió a otros dos jugadores de los Medias Rojas, Jimmie Foxx y Ted Williams, en el club exclusivo de jonrones.
Un caluroso altercado entre Ramírez y Kevin Youkilis tuvo lugar el 5 de junio, durante un juego en el Fenway contra los Rays de Tampa Bay. Durante otro juego, Ramírez y Youkilis se gritaron el uno al otro, y tuvieron que ser separados por sus compañeros, coaches y mánagers. Youkilis se dirigió hacia el campo de juego gritándole a Ramírez, mientras que Ramírez era escoltado hacia el clubhouse por el entrenador de banca Brad Mills y el entrenador Paul Lessard.

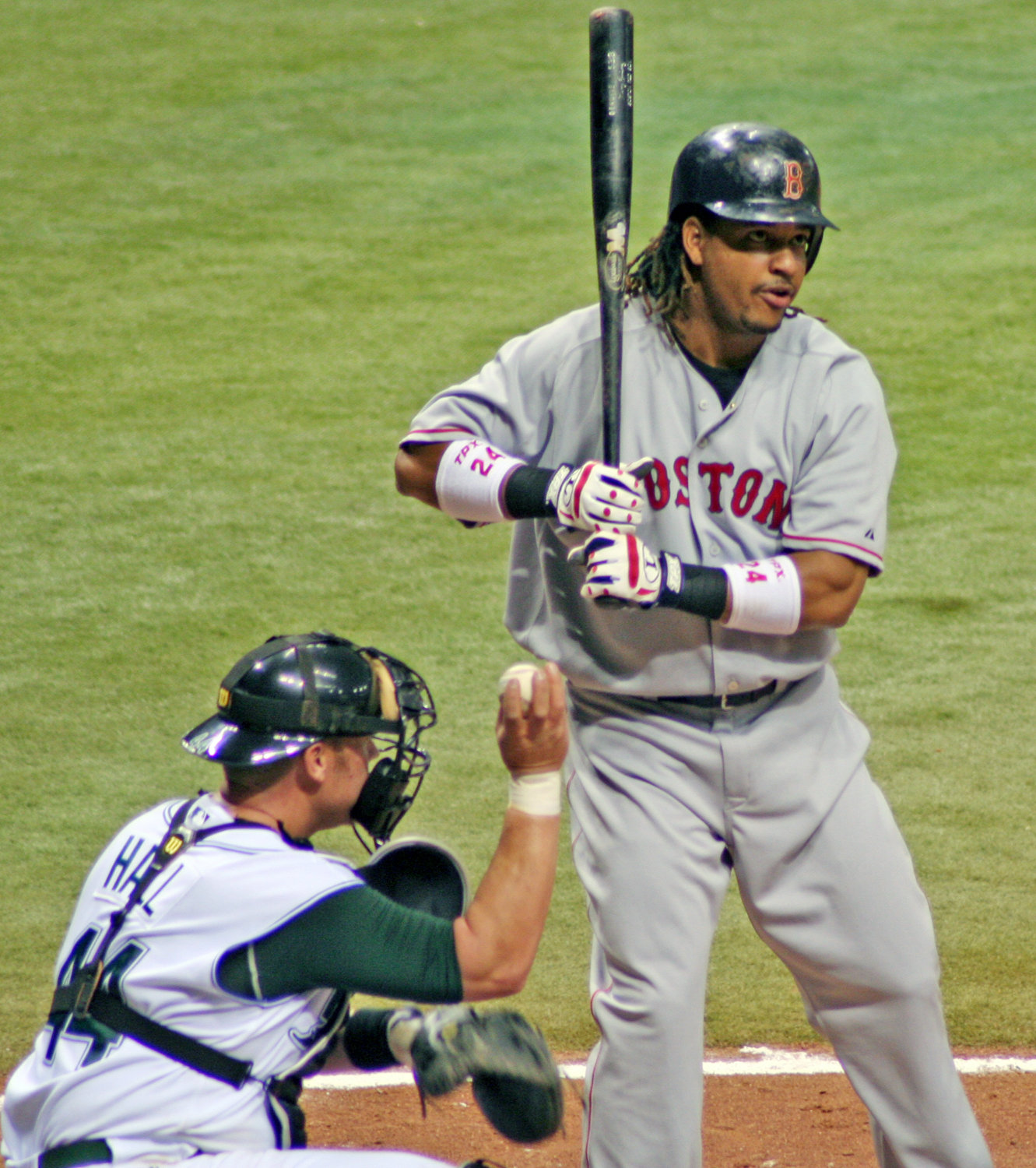
Ramírez objetando un strike durante un partido con los Medias Rojas

Más adelante en la temporada, durante una serie con los Astros de Houston, Ramírez tuvo un altercado físico con el veterano de los Medias Rojas y secretario de viaje del equipo Jack McCormick. Los dos estaban discutiendo sobre la incapacidad del secretario de viajes "para llenar la solicitud del día de juego de Ramírez durante 16 entradas para el partido en Houston. Ramírez empujó a McCormick de 64 años de edad al suelo, después de decirle "Haz tu trabajo". Los dos se separaron rápidamente, y Ramírez se disculpó más tarde. El asunto fue tratado internamente, y Ramírez fue multado.
El 25 de julio, después de estar sentado en la banca con un dolor en la rodilla durante un partido contra los Marineros de Seattle, Ramírez fue programado para iniciar contra los Yankees. Varios minutos antes del partido, sin embargo, Ramírez le informó al mánager Terry Francona, a través del entrenador de banca, que no estaría jugando. Durante la serie, Ramírez fue dirigido a un hospital del área para una resonancia magnética en ambas rodillas; los resultados no mostraron daños. Cuando volvió a la acción, Ramírez fallaba con frecuencia al querer atrapar las bolas por el suelo. Suponiendo que esto se debió a su descontento sobre su situación contractual, muchos seguidores de los Red Sox y los periodistas, incluyendo a Dan Shaughnessy del Boston Globe, incitaron para que Ramírez sea canjeado.

### Los Angeles Dodgers (2008-10)

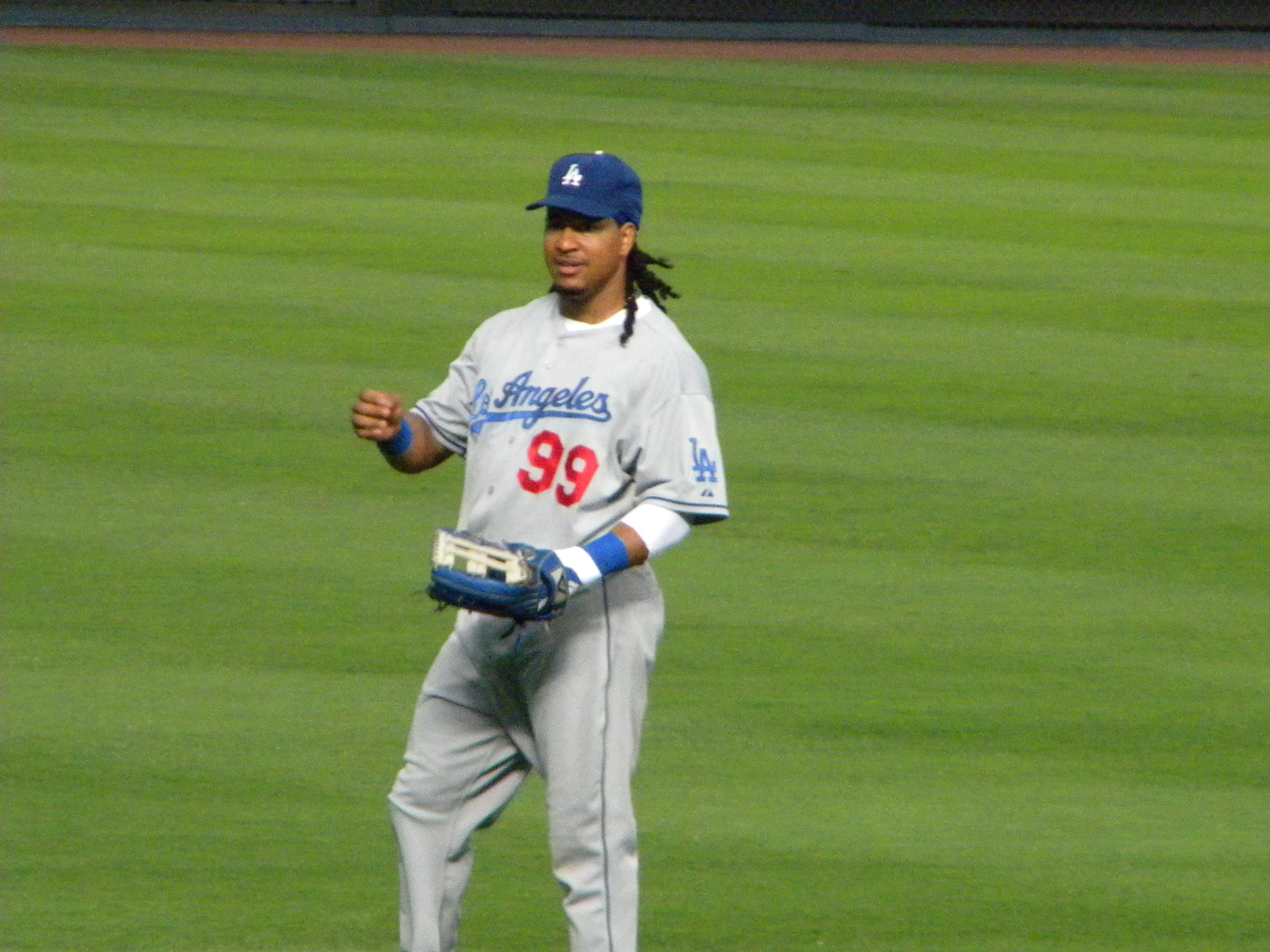
Ramírez durante un partido contra los Bravos de Atlanta

El 31 de julio de 2008, Manny fue cambiado a Los Angeles Dodgers, en un acuerdo de triple vía. Los Medias Rojas de Boston adquirieron al jardinero Jason Bay y el infielder de ligas menores Josh Wilson, y los Piratas de Pittsburgh adquirieron al indielder Andy LaRoche, y al lanzador prospecto Bryan Morris de los Dodgers, y al jardinero Brandon Moss y al lanzador Craig Hansen ambos de los Medias Rojas.
Ramírez siempre había usado el número 24 en su uniforme, pero los Dodgers habían retirado ese número en honor del miembro del Salón de la Fama Walter Alston. Ramírez se opuso a la sugerencia de los Dodgers quienes le ofrecieron el 28 y el 34, pero los Dodgers no habían usado este último desde el retiro de Fernando Valenzuela. Ramírez finalmente aceptó el número 99, pero al día siguiente pidió el 28, el número que los Dodgers le habían sugerido. Sin embargo, el departamento de marketing de los Dodgers ya habían comenzado a producir mercancías con el número 99, por lo que Ramírez tuvo que quedarse con ese número.

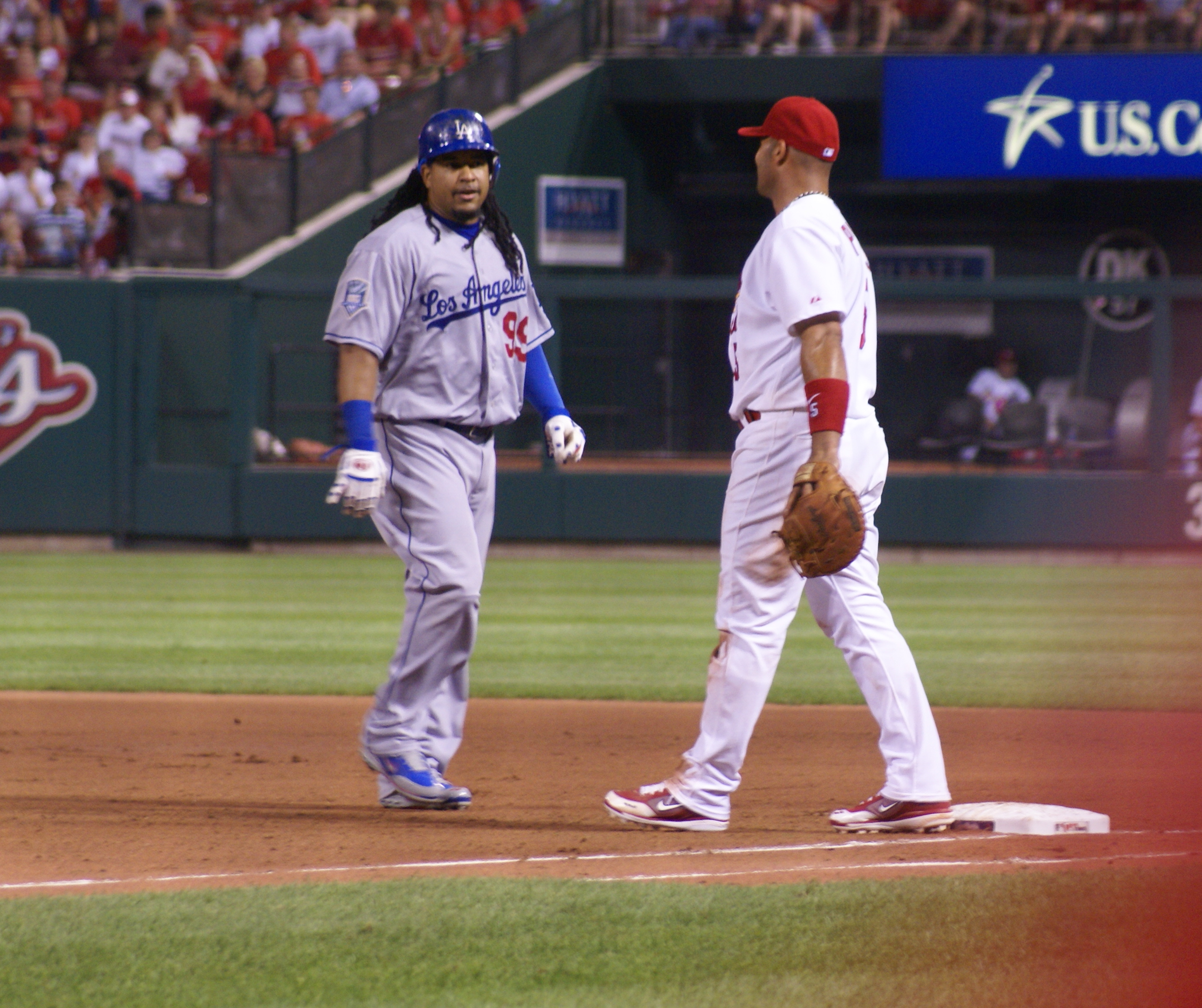
Ramírez conversa con su compatriota Albert Pujols durante un partido contra los Cardenales de San Luis.

Ramírez fue nombrado el National League Player of the Month (Jugador del Mes de la Liga Nacional) en agosto de 2008. Bateó para.415 con siete dobles, nueve jonrones, 25 carreras impulsadas y 21 anotadas durante el mes. Terminó la temporada con los Dodgers con un promedio de bateo de.396, 17 jonrones y 53 carreras impulsadas.
Ramírez terminó la temporada con 37 jonrones y 121 carreras impulsadas. Entre todos los peloteros de Grandes Ligas, terminó tercero en promedio de bateo, segundo en porcentaje de slugging, y tercero en OPS. Con Ramírez en la alineación, los Dodgers ganaron el Oeste de la Liga Nacional, luego barrieron a los Cachorros de Chicago en una serie divisional antes de perder la Serie de Campeonato de la Liga Nacional ante los eventuales ganadores de la Serie Mundial los Filis de Filadelfia en cinco partidos. Durante los playoffs, Manny bateó.520 con 4 jonrones, 2 dobles, 11 bases por bolas y 10 carreras impulsadas.
Ramírez terminó cuarto en la votación para el premio MVP de la Liga Nacional 2008, con 138 puntos, detrás de Albert Pujols, Ryan Howard y Ryan Braun.
Después de que los Dodgers perdieran en los playoffs, a Manny se le preguntó sobre su futuro. "La gasolina subió, y así soy yo", fue su respuesta, indicando que espera ser muy valorado en el mercado de agentes libres. Después de largas y polémicas negociaciones que se prolongaron hasta el inicio de la pretemporada, Ramírez firmó un contrato de dos años y $45,000,000 millones de dólares con Los Angeles Dodgers el 4 de marzo.

#### 2009
El 7 de mayo de 2009, Ramírez fue suspendido 50 juegos por violar la política de droga de las Grandes Ligas. En el comunicado de la Liga Mayor de Béisbol, Ramírez fue suspendido por la violación no especificada del acuerdo de la sección 8.G.2. Poco después, Ramírez dijo que un médico le había recetado un medicamento prohibido sin saberlo. Después de consultar con la asociación de jugadores, Ramírez renunció a su derecho a impugnar la suspensión. Según un informe de ESPN, la droga utilizada por Ramírez fue la gonadotropina coriónica humana (hCG), una droga para la fertilidad femenina normalmente utilizada por usuarios de esteroides para reiniciar la producción natural de testosterona en su cuerpo, mientras pasan por un ciclo de esteroides. Es similar la clomifeno, la droga que Jason Giambi y otros utilizaron como clientes del laboratorio BALCO. Las pruebas también revelaron testosterona artificial. Como condición para retornar de la suspensión, Ramírez fue objeto de tres pruebas de drogas adicionales por año, además de un mínimo de dos por jugador.

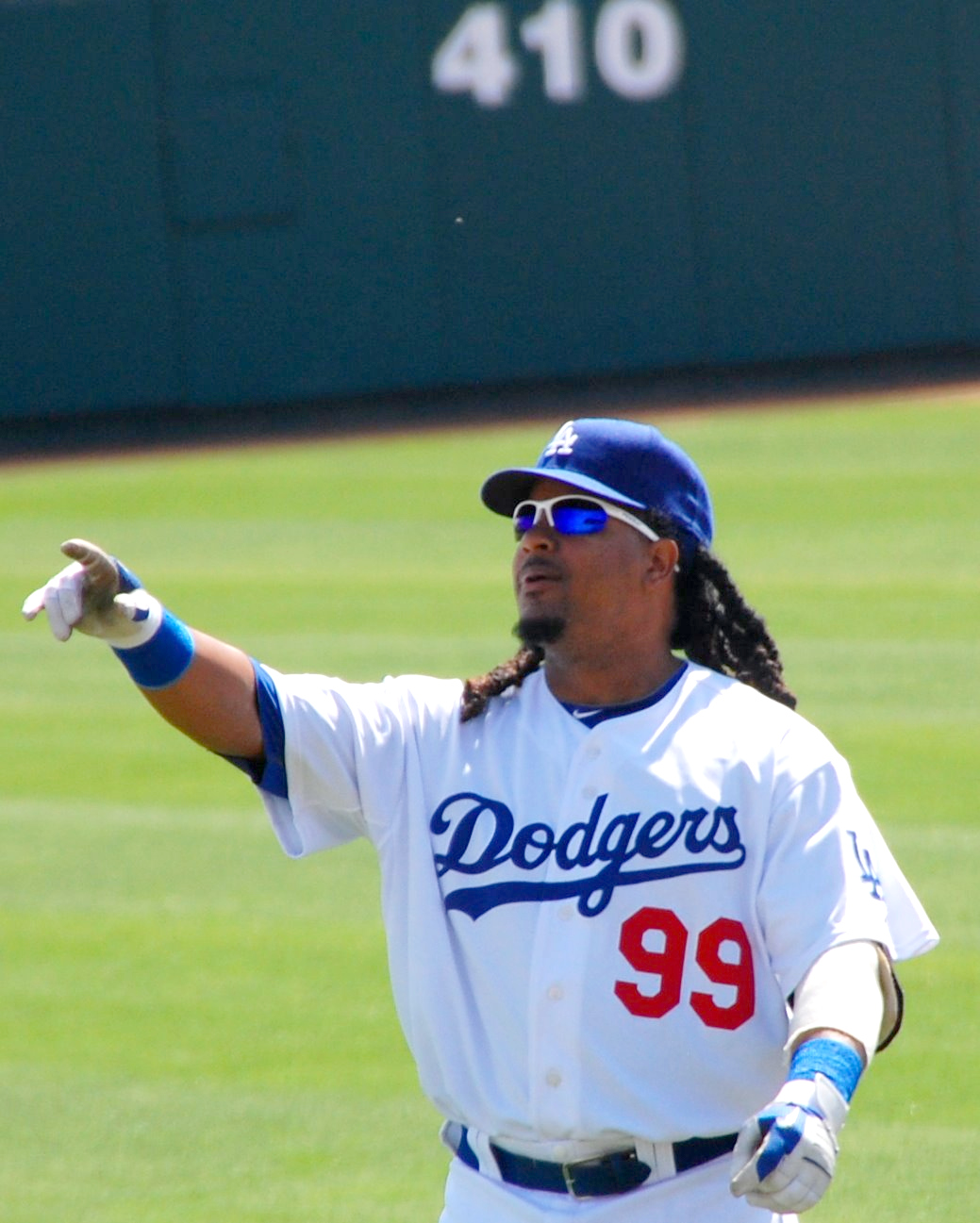
Ramírez en uno de sus últimos juegos con los Dodgers.

Durante su suspensión, a Ramírez se le permitió entrenar en las instalaciones de los Dodgers y se entrenó con su compatriota y compañero de equipo Manny Mota. Para ponerse en forma se le permitió un corto período de rehabilitación en ligas menores. Ramírez jugó dos partidos con el equipo de AAA los Albuquerque Isotopes, donde su aparición llevó al estadio una multitud de fanáticos de los Isotopes. Jugó varios partidos con el equipo Clase-A, los Inland Empire 66ers of San Bernardino, conectando jonrón en su primer turno al bate con el equipo. Ramírez regresó de su suspensión y reclamó su puesto de titular con los Dodgers el 3 de julio contra los Padres de San Diego.
El 21 de julio, Ramírez conectó su jonrón número 537 de su carrera, superando a Mickey Mantle en el puesto 15 de la lista de jonroneros de todos los tiempos.
El 30 de julio, The New York Times informó que Ramírez dio positivo por drogas para mejorar el rendimiento durante las pruebas de la Liga Mayor de Béisbol de 2003. Ramírez, que para ese entonces era miembro de los Medias Rojas de Boston, fue uno de los 104 jugadores de Grandes Ligas en dar positivo.

#### 2010
El 10 de abril de 2010, Ramírez bateó su hit número 2500 con un sencillo dentro del cuadro contra los Marlins de Florida. El 18 de abril contra los Gigantes de San Francisco, Ramírez bateó el jonrón número 548 de su carrera para empatar con Mike Schmidt en el lugar 14 de la lista de jonrones de todos los tiempos. Bateó su jonrón número 549 para superar a Schmidt el 28 de mayo contra los Rockies de Colorado. El 19 de junio, bateó un jonrón en su segundo partido en el Fenway Park.
En 2010, Ramírez tuvo tres temporadas por separado en la lista de lesionados. A su regreso del tercer viaje el 21 de agosto, al parecer había perdido su puesto titular de Scott Podsednik. Como un bateador emergente, fue expulsado el 29 de agosto por el umpire del home plate Gary Cederstrom durante en su turno al bate por contradecir una llamada a strike por parte de Cederstrom. Esa fue su última aparición con el uniforme de los Dodgers.

### Chicago White Sox (2010)
Ramírez fue reclamado en waivers por los Medias Blancas de Chicago. Los Dodgers les concedieron a Ramírez a los Medias Blancas el 30 de agosto, sin recibir ningún prospecto a cambio, pero con la condición de que los Medias Blancas asumirán los $3.8 millones restantes en el salario de Ramírez. Bateó.261 con un solo jonrón en sus 24 juegos con los Medias Blancas y luego se convirtió en agente libre al final de la temporada.

### Tampa Bay Rays (2011)
El 21 de enero de 2011, Ramírez acordó un año y $2 millones con los Rays de Tampa Bay, mientras que los Rays también firmaron su excompañero de los Medias Rojas de Boston Johnny Damon en un paquete propuesto por el agente Scott Boras.
Ramírez, de 38 años de edad, terminó su carrera con Tampa Bay y en el béisbol de Grandes Ligas el 8 de abril de 2011, después de jugar en sólo cinco partidos en los que bateó para.059, cuando se retiró abruptamente. Ramírez según informes, dio positivo por una sustancia prohibida que mejora el rendimiento en su prueba de droga en los spring training. Su primera muestra, o la muestra A, se volvió a somenter a prueba y de nuevo volvió a dar resultados positivos. Ramírez presentó un comunicado, y fue probada una segunda muestra o muestra B, bajo la observación de los representantes de Ramírez. Cuando la muestra B también dio positivo, retiró la demanda y le dijo a la MLB que se retiraría de inmediato.
Las Grandes Ligas emitió un comunicado donde decía que Ramírez había sido informado de un resultado de acuerdo con el programa de Prevención y Tratamiento Antidroga (Joint Drug Prevention and Treatment), y optó por retirarse en vez de continuar con el proceso de apelación. Ramírez hubiera tenido que enfrentar una suspensión de 100 juegos en caso de haber decidido permanecer en las mayores. Ni Ramírez, ni la asociación de jugadores emitió una declaración sobre el retiro repentino. Ramírez aparentemente no informó personalmente a los Rays sobre su decisión. El equipo anunció que había sido informado de su retiro por la oficina del comisionado de las Grandes Ligas.

### Intento de volver al béisbol profesional
En septiembre de 2011, surgieron informes de que Ramírez estaba pensando en jugar en la Liga Dominicana para las Águilas Cibaeñas. En un comunicado, el equipo dijo que Ramírez esperaba motivar a otras estrellas de las Grandes Ligas de jugar en el país. Sin embargo, la oficina del comisionado de la MLB emitió un comunicado diciendo que desde que la Liga Dominicana está afiliada a la MLB, Ramírez no serían elegible para jugar sin antes cumplir su mandato de suspensión.
Al enterarse de que sus planes de jugar en la Liga Dominicana no iba a funcionar, Ramírez decidió pedir formalmente su restablecimiento en la MLB y que estaba dispuesto a cumplir con su suspensión de 100 partidos por su segunda violación de la política de drogas. Dijo que no estaba preparado para el retiro y que estará disponible para cualquier equipo de Grandes Ligas, y si ninguno muestra interés, entonces él podría "jugar en Japón o en algún otro lugar".
El 4 de diciembre se anunció que Ramírez había presentado formalmente los documentos a la liga para ser reinsertado en el béisbol y que se habría llegado a un acuerdo entre la MLB y la Asociación de Jugadores que sólo tendría que cumplir una suspensión de 50 partidos en vez de los 100 que se tenían previstos.
En octubre de 2013 Ramírez regresó a jugar con las Águilas Cibaeñas.

### Carrera tardía

#### Sistema de los Oakland Athletics
El 29 de enero de 2012 se dio a conocer que Lewis Wolff, propietario de los Atléticos de Oakland, estaba interesado en firmar a Ramírez. El 20 de febrero de 2012, se informó que Ramírez había accedido a un contrato de ligas menores con los Atléticos por valor de 500,000 dólares. Sin embargo, tendría que cumplir una suspensión de 50 partidos antes de poder jugar para el equipo. Manny fue elegible para volver a jugar el 30 de mayo de 2012, cuando su suspensión por 50 partidos finalizaba. Con los Sacramento River Cats bateó.302 en 17 partidos, pero no dio jonrones y sólo tuvo un porcentaje de slugging de.349. El 15 de junio, Ramírez pidió su liberación y fue puesto en la agencia libre por los Atléticos.

#### EDA Rhinos

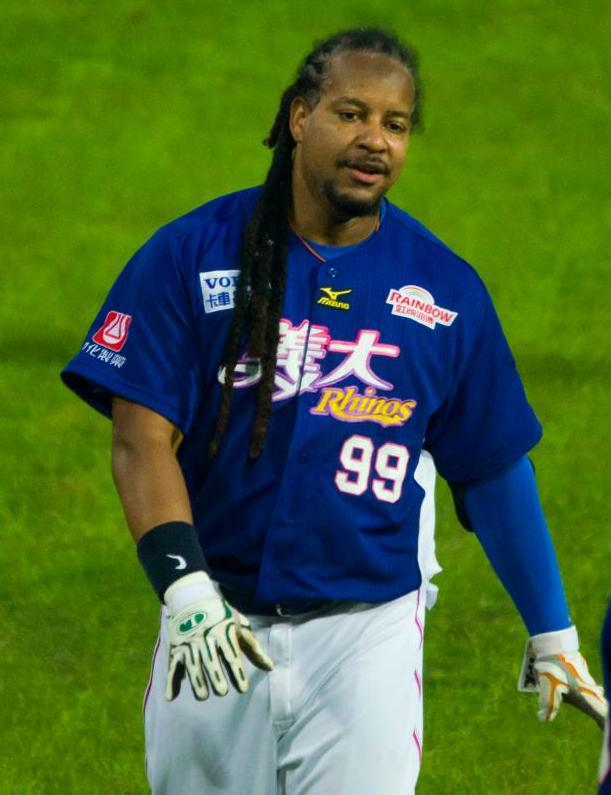
Ramirez jugando en Taiwán.

Ramírez jugó en la Liga Dominicana de Béisbol Profesional durante el receso de la temporada 2012-13, registrando un OPS de (.793) jugando para las Águilas Cibaeñas. Firmó con los EDA Rhinos de la Liga de Béisbol Profesional China para la temporada 2013. Hizo su debut el 27 de marzo contra los Elefantes Brother. En 49 juegos, Ramírez bateó (.352) con ocho jonrones y 43 carreras impulsadas, colocándolo entre los tres primeros en todas las categorías. El 19 de junio de 2013, Ramírez canceló su contrato con los Rhinos, afirmando que quería estar más cerca de su familia.

#### Sistema de los Texas Rangers (2013)
Ramírez firmó un contrato de ligas menores el 3 de julio de 2013 con los Texas Rangers. Fue asignado al Round Rock Express de la Clase AAA Pacific Coast League (PCL). Después de notar una disminución en la velocidad del bate de Ramírez, lo que resultó en una falta de potencia, los Rangers liberaron a Ramírez el 13 de agosto.

#### Sistema de los Chicago Cubs (2014-2016)
Ramírez firmó un contrato de ligas menores con los Cachorros de Chicago el 25 de mayo de 2014 para servir como jugador-entrenador de los Cachorros de Iowa, la filial Clase AAA de Chicago en la PCL.
Ramírez conectó un jonrón de dos carreras en su primer juego en casa de Iowa en Principal Park el 30 de junio de 2014. Los prospectos de los cachorros Arismendy Alcántara y Javier Báez le dieron crédito a Ramírez por su ayuda con sus swings. Báez también vio a Ramírez como un buen mentor debido a cómo Ramírez lo consoló después de la pérdida de su tío. El 23 de agosto, Ramírez sufrió una lesión en la rodilla. Una semana después, el gerente de Iowa, Marty Peveyanunció que Ramírez iría a Arizona para una resonancia magnética. Con solo cuatro juegos restantes en la temporada de Iowa, Pevey dijo que Ramírez ya no iba a entrenar ni a jugar para el equipo. Pevey dijo que no estaba seguro de los planes de Ramírez para la próxima temporada, ya que pensaba que a Ramírez no le gustaban los viajes asociados con el béisbol Clase AAA.
El 24 de febrero de 2015, los Cachorros anunciaron que Ramírez fue contratado como asesor de bateo y que dividiría el tiempo entre Chicago y AAA Iowa. En 2016, Ramírez fue asesor de bateo de los Cachorros.

#### Perros de pelea Kōchi (2017)
El 8 de enero de 2017, los Kōchi Fighting Dogs de la liga independiente japonesa Shikoku Island League Plus anunciaron que habían llegado a un acuerdo con Ramírez para jugar para ellos en 2017. Dejó el equipo el 17 de agosto para regresar al United. Estados para el tratamiento de una lesión de rodilla.

#### 2018-presente
En abril de 2020, Ramírez expresó interés en regresar a la Liga China de Béisbol Profesional, pero ningún equipo le ofreció un contrato. Más tarde expresó interés en jugar béisbol de invierno para el Auckland Tuatara de la Liga Australiana de Béisbol (ABL), con sede en Nueva Zelanda, si la temporada de la liga no se cancela debido al COVID-19.
El 29 de agosto de 2020, Ramírez firmó un contrato de un año con los Sydney Blue Sox de la ABL para ser jugador-entrenador. Adam Dobb, el dueño de los Medias Azules, no quiso revelar los detalles del contrato de Ramírez, aparte de decir que ganaría mucho menos de lo que ganaba jugando en la MLB. Durante una entrevista, Ramírez dijo que imaginaba su papel principalmente como entrenador de los jugadores jóvenes del equipo. También dijo que estaba feliz de jugar en Sídney, "Podría haber ido a República Dominicana, donde he jugado, pero quería probar algo diferente. La ciudad es hermosa. La ciudad en el agua es increíble".
El 11 de enero de 2021, Ramírez fue liberado por los Medias Azules sin hacer acto de presencia debido a la incertidumbre de la temporada debido al COVID-19 y un problema médico en curso que le impedía jugar o entrenar con el equipo.

## Vida personal
Originario de Santo Domingo (específicamente Villa Duarte), República Dominicana, en 1985, Ramírez se trasladó junto a sus padres desde la República Dominicana a Washington Heights, un barrio predominantemente dominicano en Nueva York. Jugó outfield para la George Washington High School de 1989 a 1991.
En 2004, Ramírez se perdió un juego con los Medias Rojas para convertirse en un ciudadano estadounidense. Cuando entró en el siguiente juego lo hizo corriendo por el estadio con una ovación de pie mientras llevaba una pequeña bandera estadounidense en la mano. Plantó la bandera en la esquina del jardín izquierdo del estadio, a la sombra del Monstruo Verde, donde permaneció durante todo el juego.
Ramírez tiene tres hijos: Manuelito "Manny" Ramírez (n. 1995) de una relación anterior, Manny Ramírez, Jr. (n. 2003), y Lucas Ramírez (n. en febrero de 2006) con su esposa Juliana.
En enero de 2012, Manny dijo en un testimonio "haber encontrando el verdadero amor en Dios" y le pidió perdón a su esposa por haberla tratado mal. Un notablemente arrepentido Manny Ramírez dijo: "Hoy he comprendido que no necesito llegar al Salón de la Fama, Yo necesito que mi nombre esté escrito en el libro de la vida". "Yo y mi familia serviremos al Señor...y...todo lo puedo en Cristo que me fortalece".

### Arresto
El 12 de septiembre de 2011 Ramírez fue detenido en su casa en Weston, Florida por cargos de agresión doméstica, después de un incidente con su esposa. El 12 de octubre, su abogado presentó al juzgado una declaración escrita por Ramírez donde se declaraba inocente de los cargos y posteriormente fue liberado bajo fianza.

## Personalidad

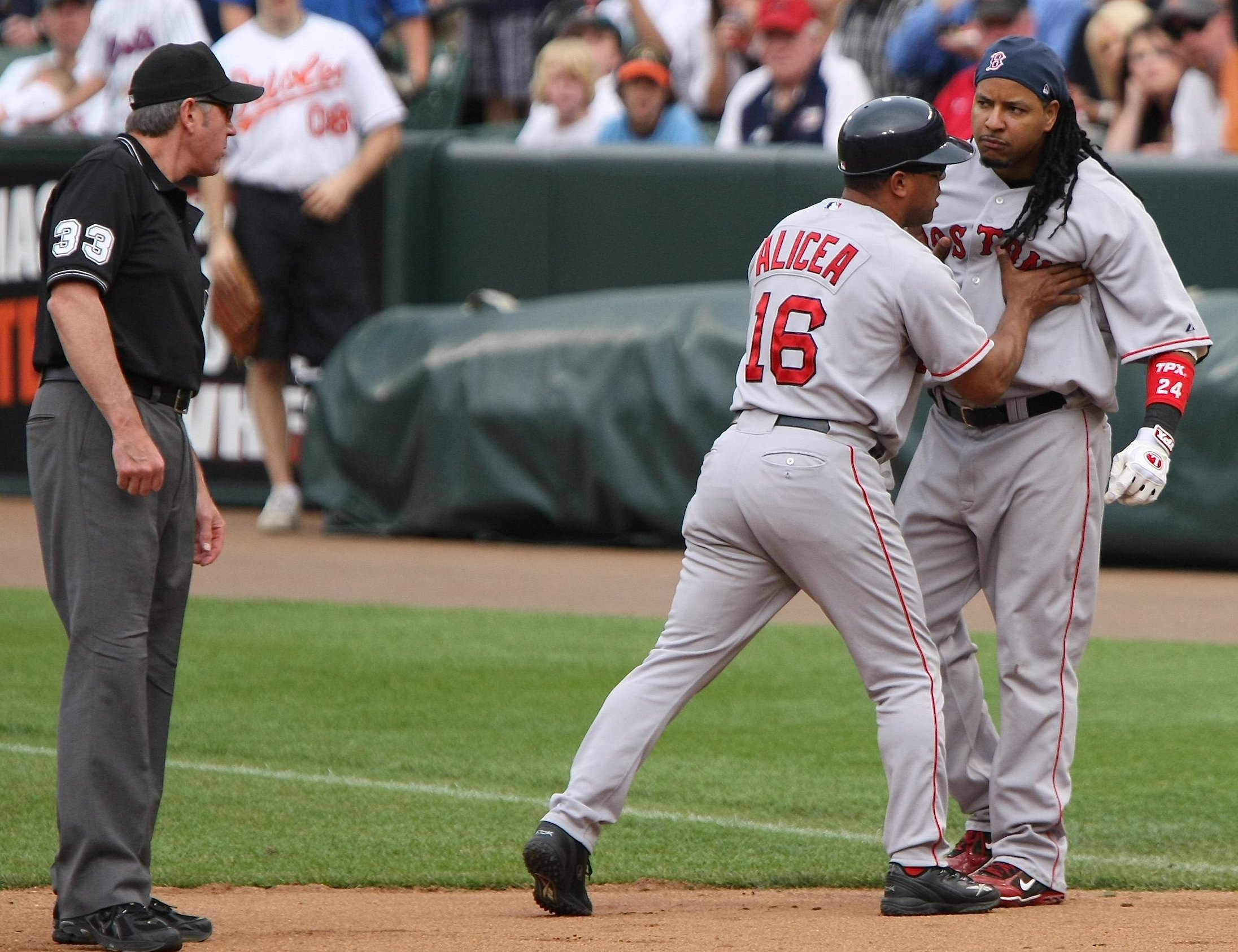
Manny trata de atacar a un umpire mientras es detenido por el entrenador de primera.

Muchos describen a Ramírez como una persona despreocupada, cuya concentración la dedicó exclusivamente a jugar béisbol. Una historia que ocurrió en sus primeros años mientras jugaba para los Indios de Cleveland en junio de 1994. Mientras los compañeros de equipo se reunieron en el clubhouse de los Indios para ver en las noticias la persecución de O.J. Simpson, Ramírez les preguntó qué estaba pasando. Uno de los jugadores le respondió: "están persiguiendo a O.J.", a lo que Ramírez respondió con incredulidad: "¿Qué hizo Chad?" (refiriéndose a su compañero de equipo en ese momento Chad Ogea).
Ramírez también fue descrito como una prima donna, y periódicamente mostraba una falta de entusiasmo y/o concentración, con lapsos mentales, tanto en los jardines como en correr las bases. Estos incidentes suelen ser descritos como "Manny Moments" ("Momentos de Manny") o "Manny Being Manny" ("Manny siendo Manny"). El primer uso conocido documentado de la frase "Manny siendo Manny" se le atribuye al entonces mánager de los Indios, Mike Hargrove, citado en un artículo de 1995 del Newsday.
A su salida bajo fianza después de su arresto ocurrido en septiembre de 2011, un molesto Ramírez arrebató el micrófono a una periodista.

## Fuera del campo de juego
- En 2007, Ramírez solicitó y recibió permiso de los Medias Rojas para llegar tarde a los spring training por motivos familiares. Más tarde se reveló que durante su ausencia, Ramírez fue programado para aparecer en la subasta de coches en Atlantic City Classic. No está claro si su aparición en la subasta estaba prevista antes o después de la situación familiar. Ramírez ha decidido no asistir a la subasta. Un coche remodelado que Ramírez había puesto a la licitación en la subasta no generó una oferta suficientemente alta para ser vendido.

- Ramírez se perdió la recepción en la Casa Blanca por el campeonato de los Medias Rojas en la Serie Mundial de 2007. El presidente George W. Bush, dijo en broma: "Lo siento [Ortiz] compañero de fórmula, Manny Ramírez, no está aquí supongo que su abuela murió nuevamente. Es broma. Dile a Manny que no lo decía en serio...."

- Ramírez se menciona en la canción "Dump the Clip" de Army of the Pharaohs, junto con David Ortiz. También se le menciona en la canción "Battle Cry" del mismo grupo.
- Como dice el dicho  "no hay quinto malo" aunque ya han pasado cinco años desde su retiro, Manny Ramírez demostró que no le ha afectado, ya que el 1 de diciembre jugó Softbol y conectó jonrón en su natal República Dominicana.

## Highlights
- Honores
  - 12 veces All-Star (1995, 1998-2008)[44]
  - 9 veces ganador del Silver Slugger Award (1995, 1999-2006)[44]
  - 2 veces ganador del Hank Aaron Award (1999, 2004)[44]
  - World Series MVP Award (2004)[45]
  - Miembro del Latino Legends Team[46]

- Líder de liga

- - Corona de bateo de la Liga Americana (2002, .349)[44]
  - Lideró la Liga Americana en jonrones (2004, 43)[44]
  - Lideró la Liga Americana en carreras impulsadas (1999, 165)[44]
  - 3 veces líder en porcentaje de slugging de la Liga Americana (1999-2000, 2004)[44]
  - 3 veces líder en OPS de la Liga Americana (1999-2000, 2004)[44]
  - 3 veces líder en on base percentage (2002-03, 2006)[44]
  - 2 veces líder en bases por bolas intentionales de la Liga Americana (2001, 2003)[44]

- Top-Ten de la liga

- - 9 veces en el Top 10 en jonrones de la Liga Americana (1998-2006)[44]
  - 8 veces en el Top 10 en total de bases de la Liga Americana (1996-99, 2001, 2003-05)[44]
  - 8 veces en el Top 10 del premio MVP de la Liga Americana (1998-2005)[44]
  - 8 veces en el Top 10 en carreras impulsadas de la Liga Americana (1995, 1998, 1999-2001, 2004-05)[44]
  - 6 veces en el Top 10 en times on base de la Liga Americana (1997, 1999, 2003-05)[44]
  - 5 veces en el Top 10 hitters (1997, 1999-2000, 2003, 2006)

- Rankings en la lista de todos los tiempos (a 8 de abril de 2011, cuando se retiró)

- - 29 jonrones en postemporadas - 1.º
  - 78 carreras impulsadas en postemporadas - 1.º
  - 21 Grand slams - 3.º
  - .5854 en porcentaje de slugging - 9.º
  - 0.9960 en OPS - 9.º
  - 216 bases por bolas intentionales - 11.º
  - 1,122 hits de extra base - 13.º
  - 1,813 ponches - 13.º
  - 14.9 al bate por jonrones - 13.º
  - 555 jonrones - 14.º
  - 1,831 Carreras impulsadas - 18.º
  - 547 dobles - 24.º
  - 4,826 bases totales - 26.º
  - .4106 on base percentage - 32.º
  - 243 double plays - 32.º
  - .3122 porcentaje de bateo - 87.º

- Post-temporada
  - 2 veces Campeón de Serie Mundial (Boston Red Sox, 2004, 2007)
  - Empató con Pete Rose por la racha de bateo más larga en Series de Campeonato (15)[47]
- Otros
  - 9 temporadas seguidas de al menos 30 jonrones y 100 carreras impulsadas (1998-2006, empatado como el 3.º más largo de la historia)
  - 27 partidos embasándose en 2006[48]
  - Conectó su jonrón número 500 el 31 de mayo de 2008, contra el lanzador de los Orioles de Baltimore Chad Bradford.[49]

## Patrocinio y apoyo comercial
- Aparece en la portada del videojuego World Series Baseball '96 del Sega Genesis.
- Aparece en la portada del videojuego de EA Sports MVP Baseball 2005.